# Успенско гробље
Успенско гробље је православно гробље у Новом Саду. Налази се у улици Новосадског сајма и основано је 1860. године. 
Гробље се простире на површини од око 4 ha и на њему су вршена сахрањивања до 1974. године. Године 1921. срушена је новосадска Јовановска црква и од тог материјала је подигнута капела на Успенском гробљу.
Гробље је поново отворено за обред 1991. али само у постојећим породичним гробовима. На Успенском гробљу налази се заједничка гробница подигнута заробљеницима помрлим током Првог светског рата док је један део површине назван Руска парцела и на њему су сахрањени руски емигранти православне вере. Према проценама, у периоду од 1962 до данас, на Успенском гробљу је сахрањено 4400 људи.
Успенско гробље, заједно са Алмашким, Римокатоличким, Реформатско хришћанским и Словачко евангеличким гробљем, Русинским, као и Јеврејским гробљем, представљају непокретно културно добро као просторна културно-историјска целина од великог значаја.
Гробље одржава градско комунално предузеће Лисје из Новог Сада.